# Emoia rufilabialis
Emoia rufilabialis är en ödleart som beskrevs av  Mccoy och WEBBER 1984. Emoia rufilabialis ingår i släktet Emoia och familjen skinkar. Inga underarter finns listade i Catalogue of Life.